# Orimarga brevicula
Orimarga brevicula är en tvåvingeart som beskrevs av Alexander 1956. Orimarga brevicula ingår i släktet Orimarga och familjen småharkrankar. Inga underarter finns listade i Catalogue of Life.